# Горьковское (платформа)
Го́рьковское — остановочный пункт, бывшая железнодорожная станция на линии Санкт-Петербург — Выборг между 63-й километр и 73 км. Расположена на двухпутном участке. Имеет 2 платформы. Рядом расположены многочисленные садоводства. Электрифицирована в 1970-х годах в составе участка Рощино — Кирилловское. В 2008−2009 годах реконструирована.

## История
Станция была открыта в 1879 году под финским названием Мустамяки.
До середины 1990-х годов на станции было 4 пути и при этом 2 островные платформы, станция являлась конечной для некоторых электропоездов. Во второй половине 1990-х годов крайние пути были сняты, но платформы оставались прежнего размера.
Во время массовой реконструкции платформ под движение скоростных поездов «Аллегро» островные платформы, которые по факту уже 10 лет являлись боковыми, были заменены на более маленькие боковые с ограждением. В 2008—2009 годах произведена реконструкция, переоборудована под скоростное движение дорога, построены новые платформы, построен надземный пешеходный переход. Бывший вокзал (типовое послевоенное здание в сталинском стиле) не действовал с 2000-х годов, как и билетные кассы. Здание вокзала снесено в октябре 2024 года.
В начале 2010-х началась постройка Горьковского путепровода, проходящего непосредственно над железнодорожной платформой, в мае 2016 он был открыт, в связи с чем закрыли железнодорожный переезд. 20 июля 2019 года около станции был насмерть сбит человек. Согласно предварительным данным, мужчина был сбит скорым поездом «Ласточка».